# Fernand Pelez

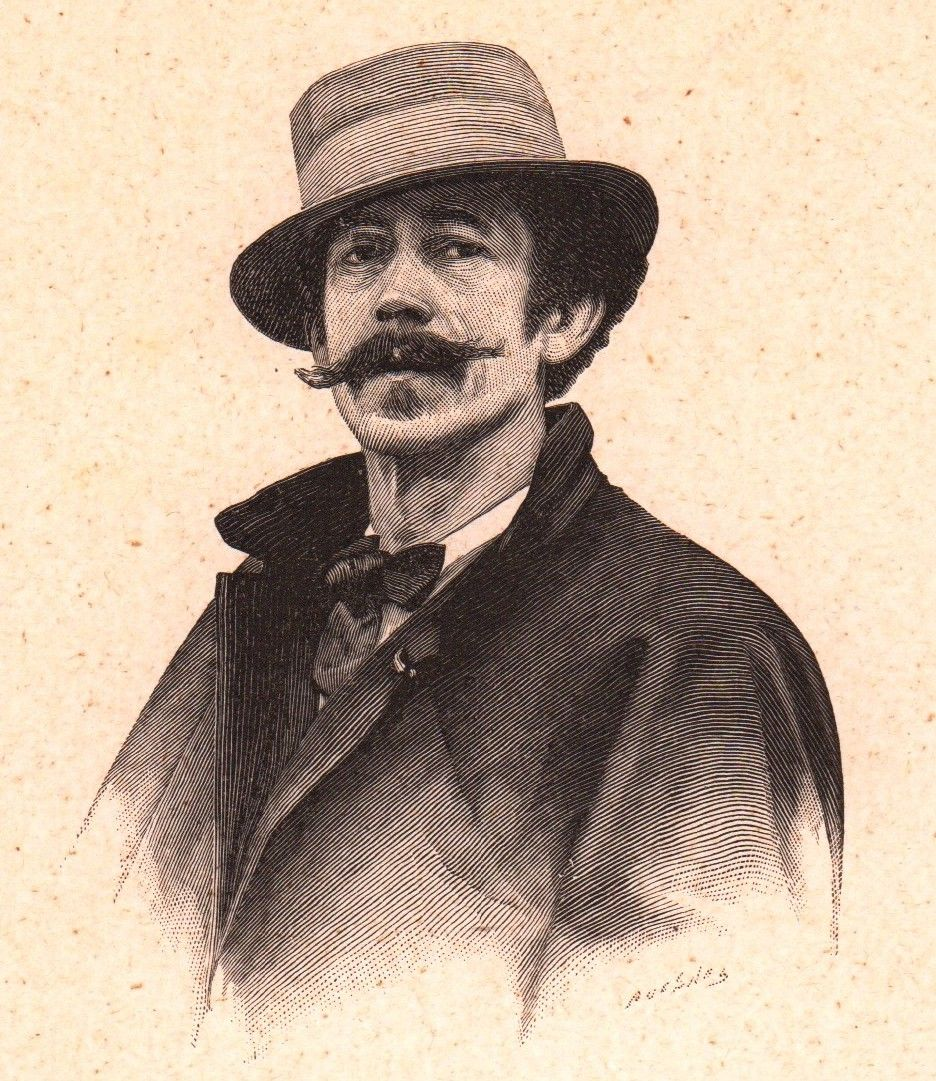
Fernand Pelez um 1901

Fernand Pelez, eigentlich Ferdinand Emmanuel Pelez de Cordova, (* 18. Januar 1848 in Paris; † 7. August 1913 ebenda) war ein französischer Maler spanischer Herkunft. 

## Leben
Pelez entstammte einer Künstlerfamilie. Sein Großvater kam aus Spanien und ließ sich als Maler in Paris nieder. Sein Vater, Fernand Pelez der Ältere (1820–1899), wirkte als Maler und sein Onkel Raymond Pelez (1815–1874) als Zeichner und Illustrator. Der Maler Chalumeau (eigentlich Raymond Pelez, 1838–1894) war sein älterer Bruder. 
Seinen ersten künstlerischen Unterricht erhielt Pelez durch seinen Vater und wurde mit dessen Unterstützung später an der École des Beaux-Arts Schüler von Alexandre Cabanel. Nach einigen ersten Erfolgen geriet Pelez’ künstlerisches Schaffen um 1880 zum finanziellen Desaster, da er nichts mehr verkaufen konnte. 
Mit Hilfe seiner Lehrer – allen voran Alexandre Cabanel – konnte Pelez 1896 an der großen jährlich stattfindenden Ausstellung des Salon de Paris teilnehmen. Er stellte sein Bild L’Humanité aus, welches aber bei der Jury wie auch beim Publikum keine Anerkennung fand. Davon enttäuscht, zog sich Pelez nahezu völlig zurück. Er malte weiterhin, weigerte sich aber strikt, seine Bilder auszustellen oder sie zu verkaufen. 
Mit fünfundsechzig Jahren starb Fernand Pelez vergessen am 7. August 1913 in Paris und fand dort auch seine letzte Ruhestätte.

## Rezeption
Pelez stand nicht lange im Schatten seines Lehrers Alexandre Cabanel. Sein Schaffen widmete sich dem Realismus. Beinahe hundert Jahre später wurde Pelez wiederentdeckt. Im Musée des Beaux-Arts de la Ville de Paris wurde ihm 2009/2010 mit großem Erfolg eine große Retrospektive gewidmet.

## Werke (Auswahl)
- Grimaces et Misères, 1888.[1]

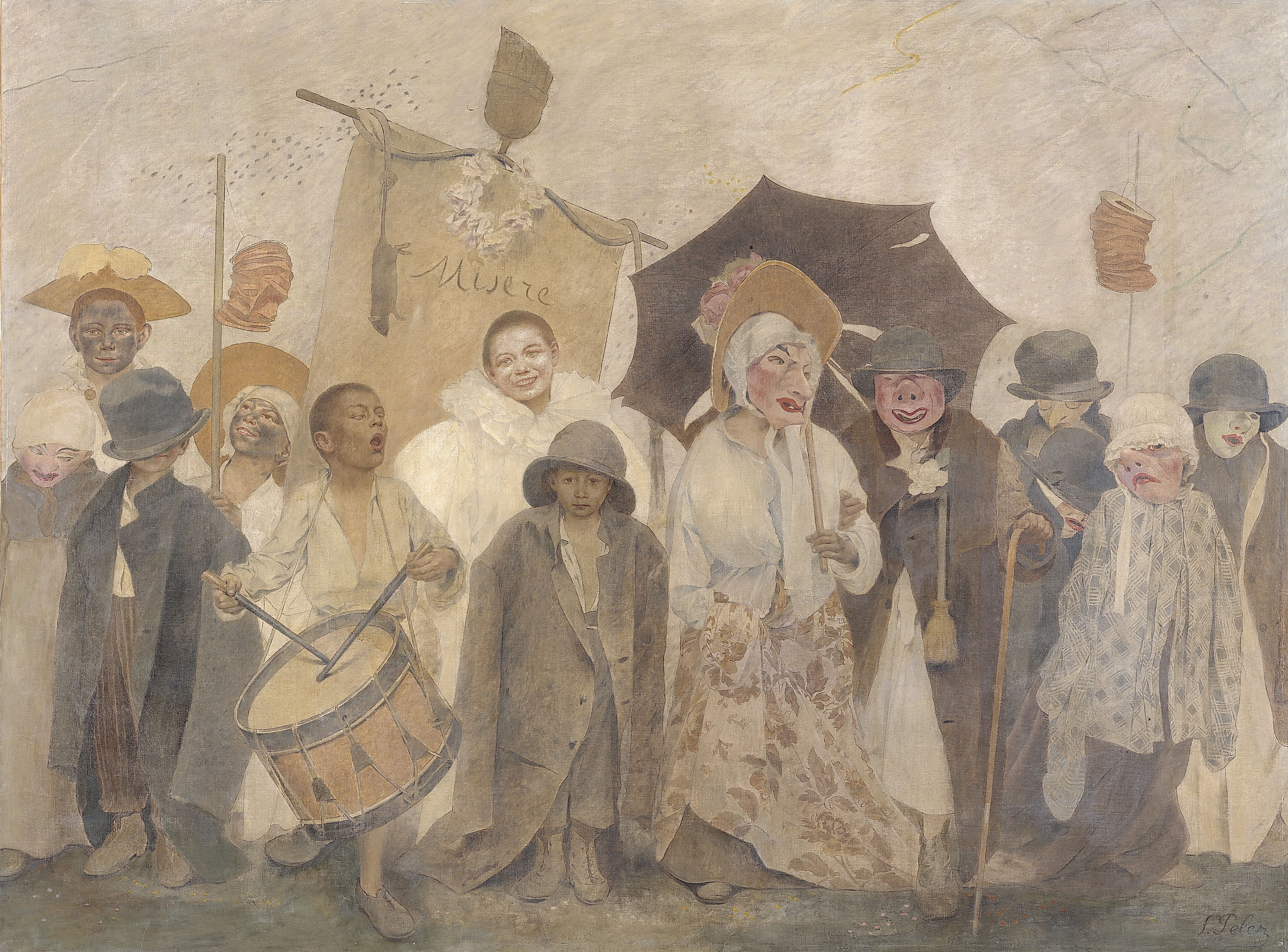
La Vachalcade von 1896, 1896. Großformatiges Bild in Obhut des Musée des Beaux-Arts de la Ville de Paris.

- Un martyr ou le marchand de violettes
- Tireurs d’arc.
- Le parade des humbles.
- Blanchisseuse endormie.
- Adam et Eve.